# Zocelení
Zocelení je české černobílé drama z roku 1950, které trvá 85 minut.

## Základní údaje
- námět: Jason Urban
- scénář:Otakar Kirchner, Jason Urban
- režie:Martin Frič
- exteriéry:
  - Lískovec – Karlova huť – válcovna a mostárna
  - Plzeň – Škodovy závody
  - Praha – Nové Město – Štěpánská ulice – hotel Alcron
  - Praha – Staré Město – náměstí Jana Palacha, Rudolfinum
  - Sviadnov – hostinec Na Husinci

## Hrají
- Oldřich Lukeš … Franta
- Jaroslav Mareš … Jan
- Bohuš Hradil … Žíbek
- Jana Dítětová … Marie
- František Kovářík … Kolařík
- Marie Nademlejnská … Kolaříková
- Bedřich Vilský … Josef
- Majka Tomášová … Ludmila
- Karel Peyr … Doderer
- Miloslav Holub … Kotrna
- Jarmil Škrdlant … Halík
- Josef Chvalina … Stárek
- Rudolf Široký … kapitán
- Karel Houska … Helmut
- Adolf Šmíd … předseda správní rady
- Josef Waltner … člen správní rady
- Bohuš Tichý … člen správní rady
- Vladimír Řepa … Dundr
- Alois Dvorský … Vinš
- Lída Buzková … Boženka
- Hynek Němec … Fric
- Josef Matýsek … dělník
- Ferdinand Jarkovský … dělník
- Miroslav Doležal … stávkující
- Miroslav Doubrava … stávkující
- Zdeněk Šavrda … stávkující
- Ladislav Sedláček … strážmistr
- Štefan Bulejko … poručík
- Bedřich Bozděch … četník
- František Holar … četník
- Josef Steigl … četník
- Věra Váchová … sekretářka
- Marta Fričová … sekretářka
- Dagmar Appelová … sekretářka
- František Klika … odborář
- Josef Plachý-Tůma … odborář
- Arnošt Mathé … makléř
- Josef Hořánek … vrátný
- Bolek Prchal … hostinský
- Magda Kopřivová … role neurčena
- Jindra Hermanová … německá žena
- Waldemara Treskoňová … role neurčena
- František Marek … řezník Dundr
- Antonín Holzinger … listonoš
- Ladislav Zápotocký … Antonín Zápotocký
- J. O. Martin … tajemník německých odborů
- Jiří Kostka … valcíř z Rotavy
- František Hanus … valcíř z Rotavy
- Felix le Breux … ředitel huťařské ústředny
- Radovan Lukavský … stávkující valcíř
- Bohumil Machník … odborový předák
- Jindřich Doležal … ředitel Appelt
- Karel Jelínek … Otta
- Stanislav Langer … ředitel Jauris
- Magda Kopřivová … stávkující žena
- Antonie Hegerlíková … žena u vetešníka
- Jaroslav Zrotal … vrátný v hutích
- Mirko Čech … člen závodního výboru
- Waldemara Treskoňová
- Ludmila Svobodová

## Ocenění
- 1951 Státní cena za režii
- 1951 Státní cena za námět
- 1951 Státní cena za herecký výkon
- 1951 Státní cena za herecký výkon
- 1951 Státní cena za herecký výkon
- 1950 V. MFF Karlovy Vary, Cena boje za sociální pokrok
- 1950 Národní cena za ideové a umělecké režijní zvládnutí filmu
- 1950 Cena filmových kritiků